# Cavalcada

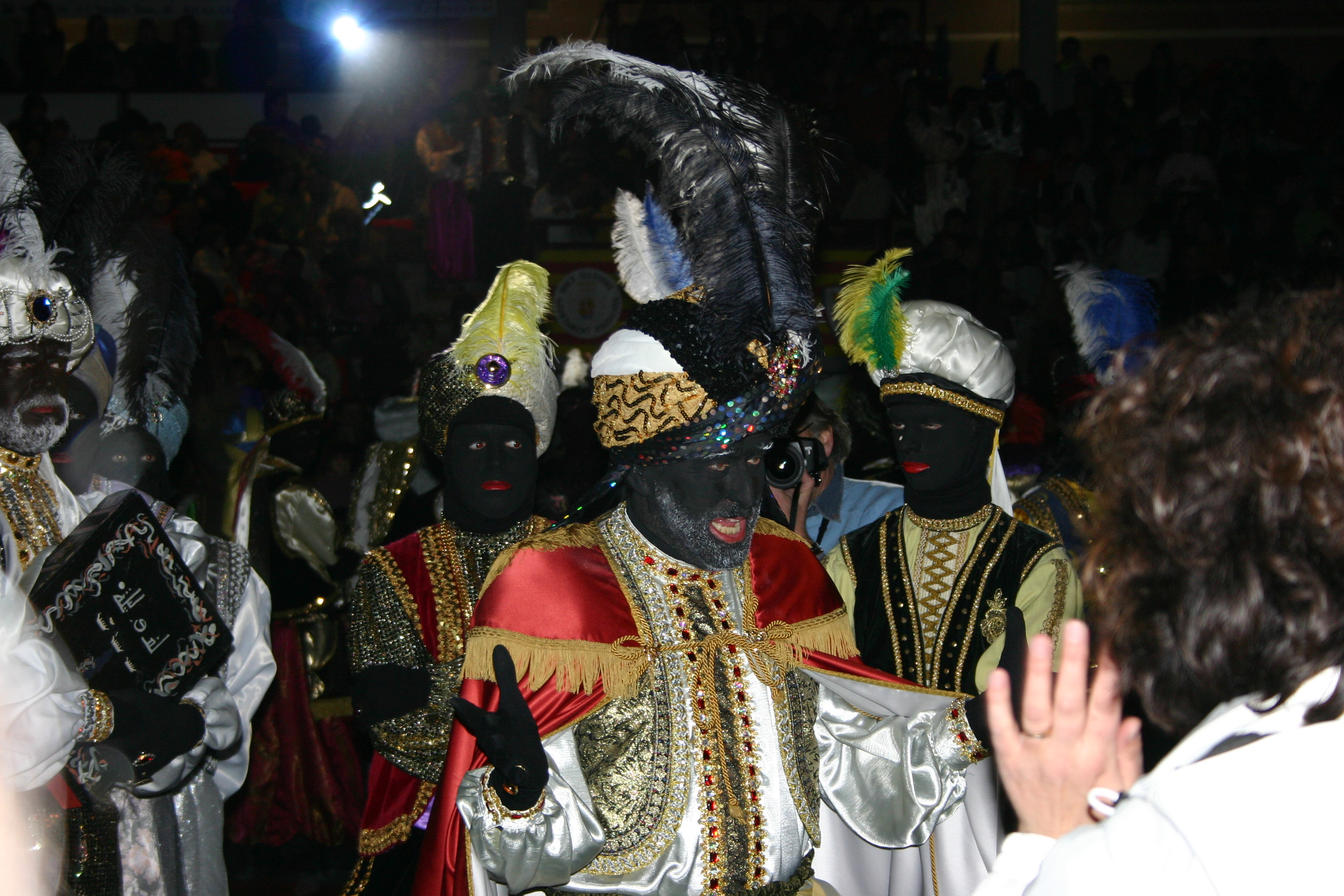
Cavalcada dels Reis Mags d'Orient, a Igualada.

La cavalcada, és una processó o desfilada de cavalls, o companyia de genets, pròpia sz festivitats cíviques o religioses. El focus d'una cavalcada és la participació popular i sovint els participants porten vestits d'època. Una cavalcada recrea un fet històric important i segueix una ruta per carrers o camins. Una cavalcada també pot ser un pelegrinatge. Als Països Catalans les Cavalcades de Reis tenen una tradició secular.
Moltes cavalcades tenen la seva música particular.